# Makwanpurgadhi
Makwanpurgadhi – gaun wikas samiti w środkowej części Nepalu w strefie Narajani w dystrykcie Makwanpur. Według nepalskiego spisu powszechnego z 2001 roku liczył on 2320 gospodarstw domowych i 12651 mieszkańców (6386 kobiet i 6265 mężczyzn).